# Ricarda Multerer
Ricarda Multerer (ur. 5 kwietnia 1990 w Heidenheim an der Brenz) – niemiecka szpadzistka, wicemistrzyni świata.

## Kariera sportowa
Podczas mistrzostw świata w Paryżu w 2010 roku Niemki w składzie: Britta Heidemann, Imke Duplitzer, Monika Sozanska i Ricarda Multerer zdobyły srebrny medal w turnieju drużynowym. W tej samej konkurencji była też między innymi czwarta na mistrzostwach świata w Katanii w 2011 roku.
W 2012 roku była członkinią reprezentacji Niemiec na igrzyska olimpijskie w Londynie, jednak nie wystąpiła w żadnej z konkurencji.
Była też brązową medalistką mistrzostw Europy kadetek w turnieju drużynowym w 2007.
Jest zawodniczką Heidenheimer SB, gdzie trenuje ją Piotr Sozański. Jest indywidualną mistrzynią Niemiec w szpadzie z 2012. Drużynowo zdobyła mistrzostwo Niemiec w 2011 i 2012. Wcześniej była także mistrzynią Niemiec juniorek - indywidualnie w 2009, drużynowo w 2010.